# خائن به مذهب
خائن به مذهب (انگلیسی: Traditors) اصطلاحی است به معنای "کسی که تحویل داده‌است" و توسط مریام-وبستر به عنوان "یکی از مسیحیان که کتاب مقدس، ظروف مقدس یا نام‌های برادرانشان در دوران آزار و شکنجه مسیحیان در امپراتوری روم» را تحویل دولت امپراتوری روم داده‌اند. به اسقف‌ها و سایر مسیحیان گفته می‌شود که در معرض تهدید آزار و اذیت، کتاب مقدس را تحویل دادند یا به مسیحیان هم‌نوع خود به مقامات رومی امپراتوری روم خیانت کردند. در طول آزار و شکنجه ضد مسیحی دیوکلتیان بین سالهای ۳۰۳ و ۳۰۵ پس از میلاد، بسیاری از رهبران کلیسا تا آنجا پیش رفته بودند که مسیحیان را به مقامات تحویل داده و متون مقدس مذهبی را برای کتاب‌سوزی به مقامات «تسلیم» کرده بودند. فیلیپ شاف در مورد آنها می‌گوید: «در این دوران، مانند آزار و شکنجه‌های پیشین، تعداد مرتدانی که زندگی زمینی را بر آسمانی ترجیح می‌دادند بسیار زیاد بود. اکنون طبقه جدیدی از محدثان که کتاب مقدس را به مقامات کفر برای سوزاندن ارائه می‌کردند نیز به آنها اضافه شد.
در حالی که بسیاری از اعضای کلیسا در نهایت می‌آمدند تا خائن به مذهب را ببخشند، دوناتیست‌ها کمتر بخشنده بودند. آنها اعلام کردند که هر مراسم مقدس هفت‌آیین توسط این کشیشان و اسقف‌ها باطل است.
فرقه دوناتیسم به ویژه در شمال آفریقا توسعه یافت، جایی که اسقف فلیکس آپتونگا را متهم به خیانت کردند. از آنجایی که اسقف کیسیلین کارتاژ را تقدیم او کرده بود، آنها معتقد بودند که این وقف نامعتبر است و اسقفی جایگزین به نام ماژورینوس را منصوب کردند. این باعث انشقاق شد زیرا برخی از شهرها دو اسقف داشتند. یکی در ارتباط با کیسیلین و دیگری وفادار به ماژورینوس. این موضوع در سال ۳۱۳ در یک مجمع عمومی در رم مطرح شد، جایی که دوناتیست‌ها نتوانستند ثابت کنند که اسقف فلیکس یک خائن به مذهب است. مجمع عمومی به نفع کیسیلین حکم داد.
دوناتیست‌ها به امپراتور کنستانتین بزرگ مراجعه کردند که در سال ۳۱۴ کنگره آرل را تشکیل داد. این موضوع مورد بحث قرار گرفت و تصمیم برخلاف دوناتیست‌ها بود. دوناتیست‌ها از پذیرش تصمیم شورا خودداری کردند.